# Gulögd gråfågel
Gulögd gråfågel (Coracina lineata) är en fågel i familjen nålfåglar inom ordningen tättingar.

## Utseende
Gulögd gråfågel är en medelstor slank fågel med kort, spetsig näbb och lysande gult öga. Fjäderdräkten är skiffergrå förutom vitt på nedre delen av buken och undergumpen med tunna grå tvärband. De olika underarterna skiljer mest i storlek och utbredningen av tvärbandningen undertill, vissa upp på bröstet medan andra saknar det helt.

## Utbredning och systematik
Gulögd gråfågel delas in i tio underarter med följande utbredning:
- Coracina lineata axillaris – bergstrakter på centrala Nya Guinea och ön Waigeo
- Coracina lineata maforensis – ön Numfoor utanför norra Nya Guinea
- Coracina lineata sublineata – Bismarckarkipelagen (New Ireland och New Britain)
- Coracina lineata nigrifrons – Salomonöarna (Bougainville, Choiseul och Santa Isabel)
- Coracina lineata ombriosa – Salomonöarna (Kulambangra, New Georgia Group och Rendova)
- Coracina lineata pusilla – Guadalcanal (Salomonöarna)
- Coracina lineata malaitae – Malaita (Salomonöarna)
- Coracina lineata makirae – Makira (Salomonöarna)
- Coracina lineata gracilis – Rennell (Salomonöarna)
- Coracina lineata lineata – nordöstra Australien (östra Kap Yorkhalvön till nordöstra New South Wales)

## Levnadssätt
Gulögd gråfågel hittas i regnskog. Där ses den vanligen högt uppe i fruktbärande träd, ofta fikon.

## Status och hot
Arten har ett stort utbredningsområde, men tros minska i antal, dock inte tillräckligt kraftigt för att den ska betraktas som hotad. Internationella naturvårdsunionen IUCN listar arten som livskraftig (LC).

## Bildgalleri

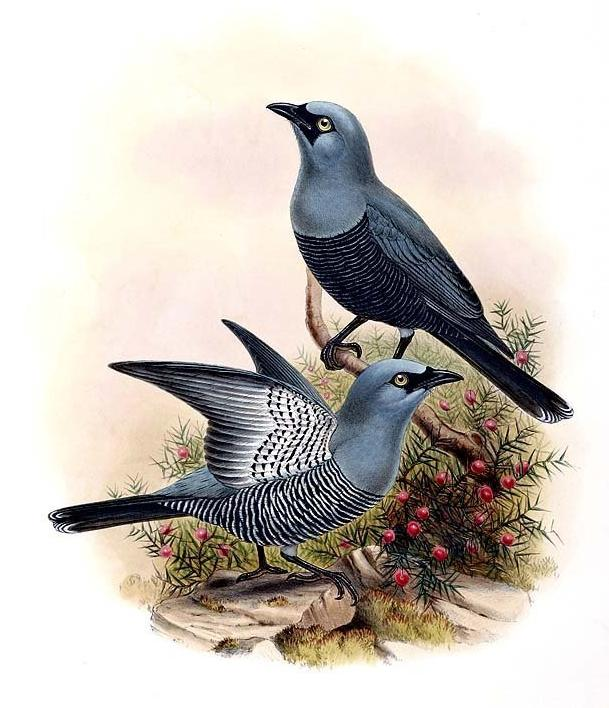